# Río Pendia
El río Pendia es un corto río del norte de España que discurre por la zona occidental del Principado de Asturias,  un afluente por la margen izquierda del río Navia.

## Curso
Su nacimiento se sitúa en la ladera bajo Pena Queimada, próximo a la localidad de Boal, que atraviesa, y une sus aguas con las del Navia en el embalse de Arbón, tras pasar por la localidad que le da nombre (Pendia), la última que cruza antes de su desembocadura.
En su valle se encuentran, asimismo, las localidades boalesas de Armal, La Cruz, Los Mazos, y Miñagón, entre otras (todas ellas en su margen izquierda), y las de El Caleyo, El Serredo y Las Cabanas (todas ellas en su margen derecha).